# Bobby Naret
Robert „Bobby“ Naret (* 1914 in Lüttich; † 1991 in Brüssel) war ein belgischer Jazz- und Unterhaltungsmusiker (Altsaxophon, Klarinette) und Bandleader.

## Leben und Wirken
Naret spielte um 1930 in Brüssel bei Lucien Hirsch et son Orchestre (Aufnahmen für Columbia), in den späten 1930er-Jahren bei Fud Candrix, ab 1940 bei Gus Deloof, Chas Dolne und Jeff De Boeck and His Metro Band. Im März 1942 nahm er für das Label Olympia unter eigenem Namen (Bobby Naret et ses Melodistes) mehrere Titel auf wie Seul ce soir; im April 1942 und erneut im März 1943 wirkte er mit Candrix bei einer Aufnahmesession von Django Reinhardt (Place de Brouckere, Bei dir war es immer so schön). Mit Candrix arbeitete er in Berlin, als das Candrix-Orchester die Sängerin Ilse Werner begleitete (Wir Machen Musik). 1943 spielte er in Paris bei Aimé Barelli, 1943/44 in Brüssel mit Gus Clark, Ernst van’t Hoff und Robert De Kers, ferner begleitete er den Sänger Eddy Christiani. 1944 spielte er mit seiner Bigband (Bobby Naret et son Orchestre) mehrere Plattenseiten für Decca Records ein, darunter „Bésame mucho“ (mit Martha Love); Arrangeure waren David Bee, Peter Packay und Frank Engelen.
1945 und 1947 tourte er mit seinem Orchester in amerikanischen Militärclubs. Nach einer Umfrage des Hot Club de Belgique galt er (zusammen mit Jean Omer) 1946 als bester Saxophonist Belgiens. 1956 ging er mit Rudy Bruder in Zaire auf Tour, 1962 trat er noch auf dem Festival in Comblains mit Jazzveteranen auf, bevor er aus der Jazzszene verschwand. Im Bereich des Jazz war er zwischen 1931 und 1953 an 69 Aufnahmesessions beteiligt, zuletzt mit The Peters Sisters mit Billy Moore Jr. and His Orchestra.